# T309/310次列车
T309/310次列车是中国铁路运行于辽宁省省会沈阳至黑龙江西部城市齐齐哈尔之间的一对特快旅客列车，其前身为在两地间开行的2509/2510次普快列车，后于2011年7月1日起升级为特快列车，并改用现行车次，由沈阳铁路局沈阳客运段客运五队负责客运任务。列车使用双层25K型客车（原用于T11/12次列车），沿哈大铁路、长白铁路、通让铁路、滨洲铁路及平齐铁路运行，途经辽宁、吉林、黑龙江3省，全程784公里。其中沈阳站至齐齐哈尔站运行10小时04分，使用车次为T309次；齐齐哈尔站至沈阳站运行10小时31分，使用车次为T310次。